# Пастуший дзвоник

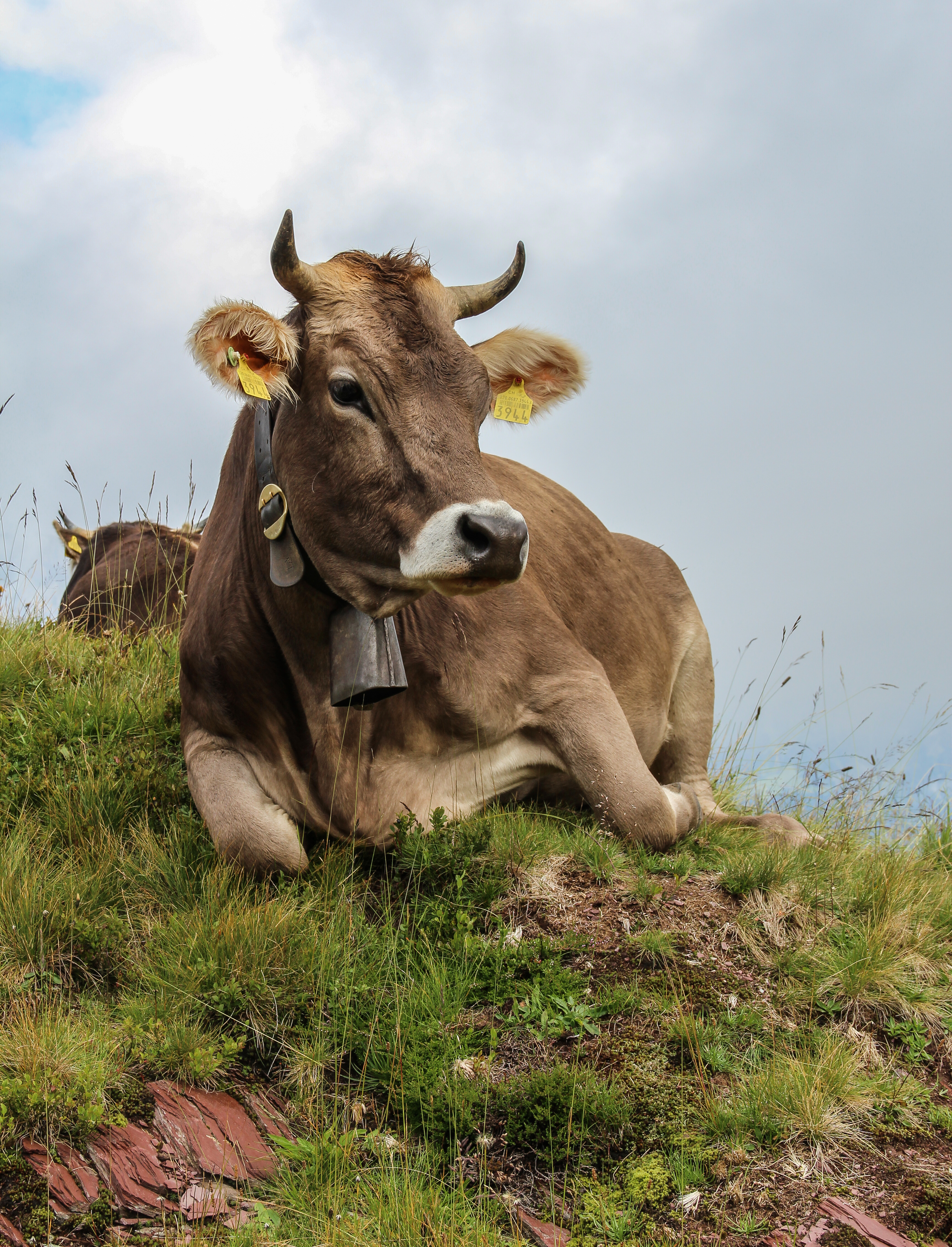
Корова зі дзвоником. Швейцарія.

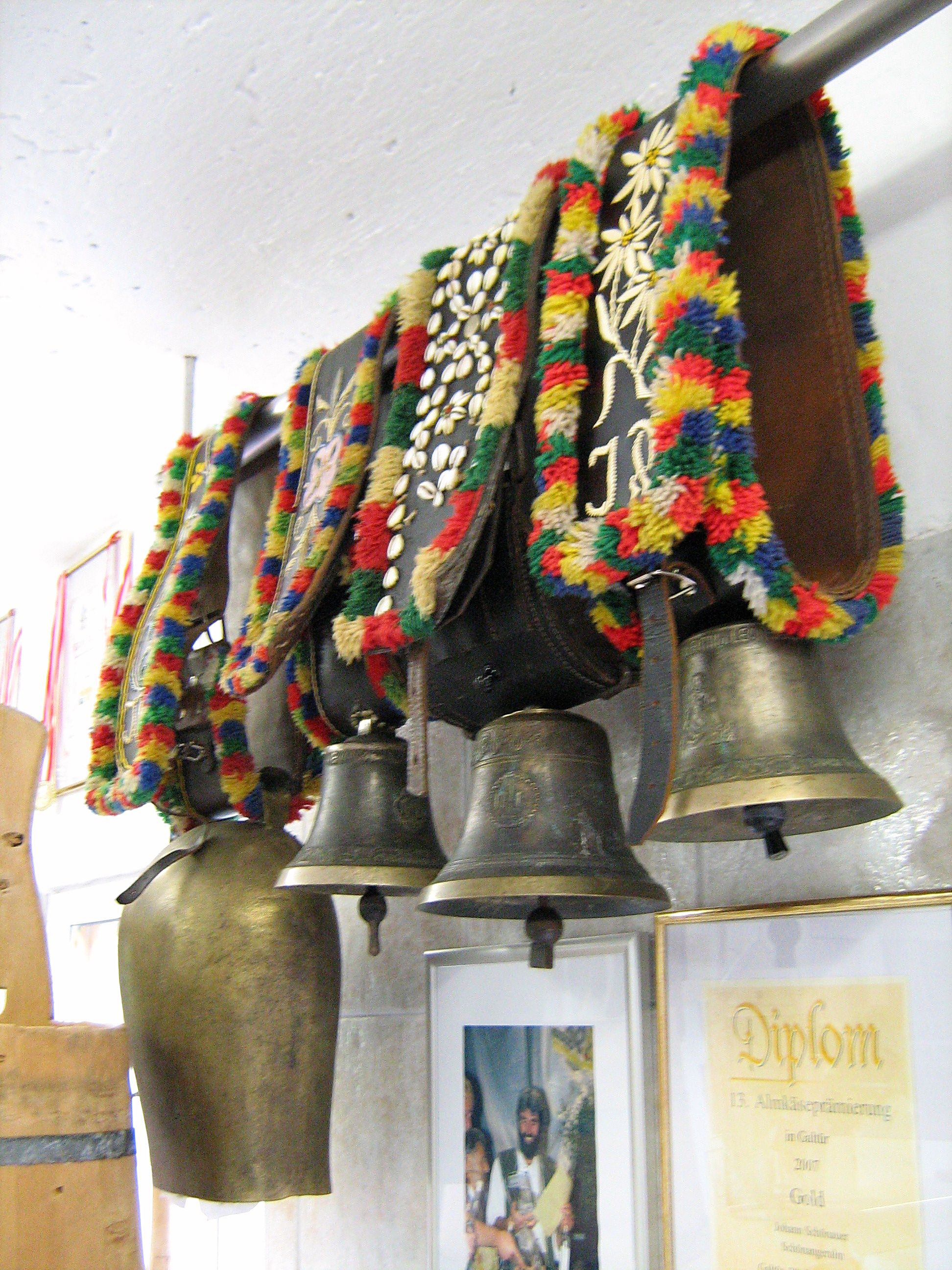
Тронки, Австрія.

Пастуший дзвоник, заст. колокіл, колокілок, діал. тронка — дзвоник, який вішають на шию тваринам, щоб їх легше було розшукувати в темряві, в лісі. Дерев'яні дзвоники також називаються калаталами, калатальцями, клоки́чками, бо́вкалами. Від металевого пастушого дзвоника походить музичний інструмент, відомий як «тронка».

## Застосування
Пастуші дзвоники поширені на всіх населених континентах. Роблять їх із заліза, бронзи, міді, латуні чи сталі. Частіше за все їх виконують литими, рідше згинають з бляхи. Способи їхнього виготовлення й оформлення різняться залежно від регіону і мають тісний зв'язок з місцевою традицією.
Дзвоник зазвичай має форму сплющеної трапеції, циліндра або перевернутого келиха, усередину якого поміщене рухоме било (серце). У Швейцарії поширені два види: важкі литі дзвоники у вигляді дедалі ширшого додолу келиха (нім. Glocken) і легші викуті у вигляді дедалі вужчої додолу трапеції (алем. Trycheln, Treicheln). В обох випадках існує велика різноманітність їхніх розмірів, від 5 до 50 см у довжину.
У Франції переважають дзвоники у формі трапеції чи циліндра, які можуть називатися залежно від регіону по-різному: cloche («дзвін, колокіл»), sonnaille («дзвоник»), casque («шолом»). Розрізняються оформленням, розмірами і звучанням: «Chamonix», «bagne», «toupin», «sonnette». Келихоподібні відомі як la Suisse («швейцарські»).
В Австралії пастуші дзвоники перестали виробляти на початку XX ст. і на теперішній час вони є предметом колекціонування. Переважають залізні з кованої бляхи, у кількох формах: найбільш характерна для Австралії «Condamine», а також «Kentucky», «Texas», «Pot», «Clucket» і «Canister». Австралійські дзвоники також мають назви залежно від їхніх розмірів і звучання (воно асоціюється зі звуками австралійських жаб). Найбільші називаються «Bull Frog» («Жаба-бик»), середні — «Swamp Frog» («Болотна жаба»), маленькі — «Tree Frog» («Деревна жаба»).
У Словаччині, на території Західних Карпат, де тваринництво було основою селянського господарства, вживання дзвоників було повсюдним. Відносно маленькі для овець і більші розміром — для корів і коней. Перші (словац. plecháče) виконувалися ковалями з бляхи, другі — відливалися зі заліза чи бронзи-спижу (вони називалися spiežovce). Пов'язане з їх виробленням ремесло (zvonkárstvo), найбільшого розвитку набуло в XVIII—XIX століттях. Бляшані plecháče виготовляли сільські ковалі чи найвправніші тваринники в зимовий час, зокрема на Погронні, Поважжі, Підполянні, у Турці, в Ораві, Ліптові, Спиші і в Гемері. Литі дзвоники часто привозили з Угорщини (так званої «Нижньої Землі») і навіть Німеччини. Колекцію з близько 2 тисяч дзвоників має Мікулаш Гігац (Mikuláš Gigac) із села Шумяц біля підніжжя Низьких Татр.
Сила і чистота звуку залежить від розміру вустя дзвоника, матеріалу та якості виготовлення. Найзвучніше та найсильніше звучать дзвоники, відлиті зі сталі чи латуні, вони нагадують звук церковного дзвона. Звук дзвоників, кутих зі залізної бляхи, звучить приглушено і гримкітливо внаслідок не надто точного з'єднання шва (паяння, клепання) та сплющеної форми. З погляду способу виконання різними народними умільцями, кожний дзвоник має неповторну форму й звучання, хоча їхні типи й різновиди виявляють досить велику схожість, і їх, як правило, не настроюють. Тваринники використовують ці властивості дзвоників для виділення певної групи тварин (напр. кітні самиці і з молодняком). Дзвоники допомагають також для індивідуальної ідентифікації кожної тварини. На думку французьких тваринників, телята можуть розпізнавати матку за звуком дзвоника, тому їхні корови протягом всього життя носять один дзвоник.
Дзвоники кріпляться до шиї тварини за допомогою широкого нашийника. В альпійському регіоні нашийники найчастіше за все шкіряні (скріплені скобами чи гвинтами), у південній Франції — традиційно дерев'яні, оздоблені народними візерунками. Вживаються також нашийники з прогумованого полотна (в Іспанії), з широкої ряднинної або нейлонової тасьми, або зі звичайної мотузки.
Дзвоники носять не тільки тварини на пасовищах. В Азії їх надівають також віслюкам, верблюдам та слонам, і навіть індикам. В Іспанії маленькі дзвоники прив'язують до нашийників пастуших собак.

## Вплив на тварин

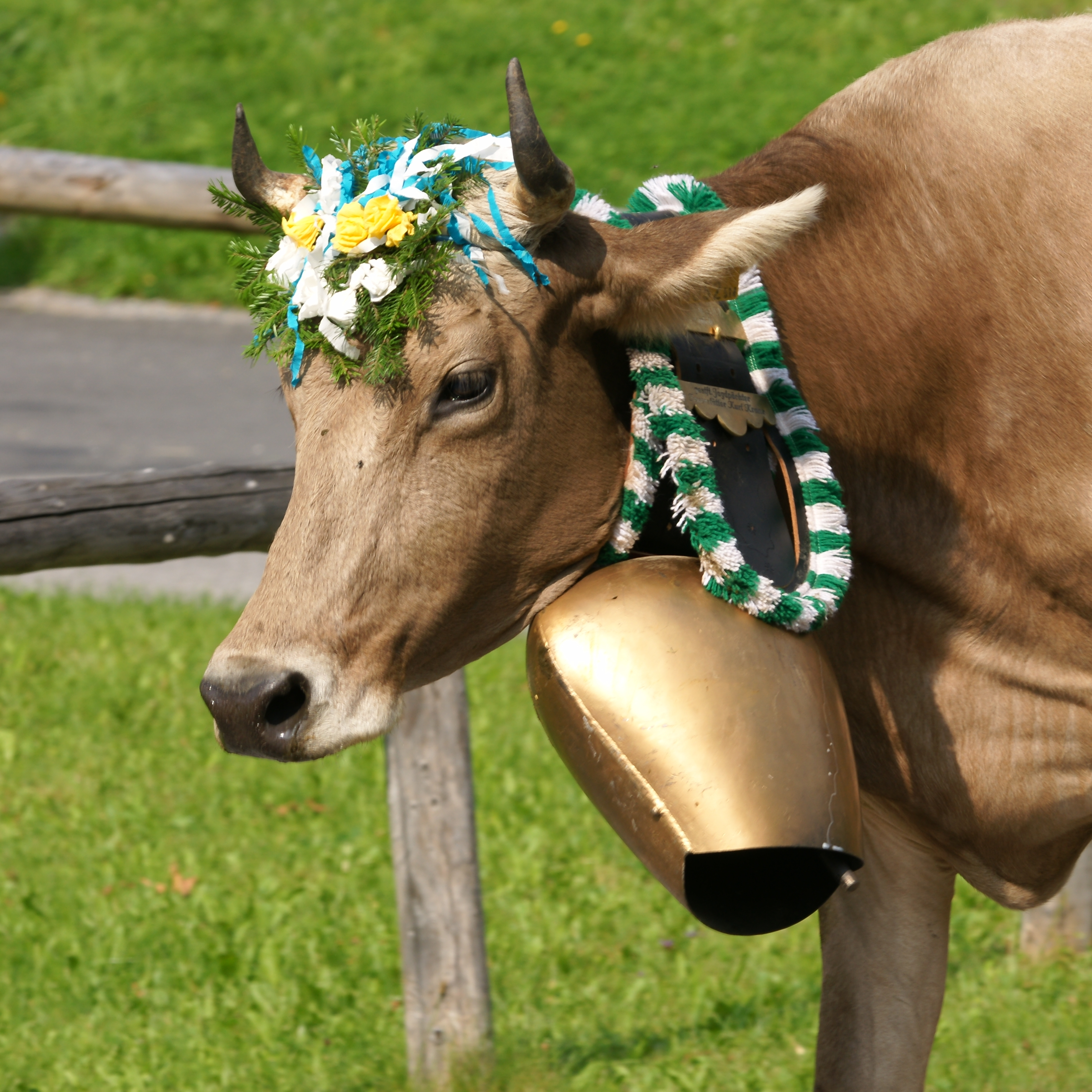
Корова під час церемоніального походу.

У 2014 році швейцарські науковці з Федеральної вищої технічної школи Цюриха провели дослідження, яке довело, що пастуші дзвоники здатні пошкодити слух і негативно вплинути на навички харчування в корів. Багатомісячне дослідження проводилося на понад 100 тваринами з 25 господарств по всій Швейцарії. Коровам навісили великі дзвони вагою 5,5 кг і спостерігали за їхньою активністю, рухами голови, реакцією на звуки і поведінкою під час їжі й ремиґання. Виявилося, що дзвони видають шум потужністю до 113 децибелів (порівняний з шумом ланцюгової пилки чи пневматичного молота), який значно перевищує допустиму для людини межу 85 дБ (у корів слух більш чутливий, ніж у людей). Після експерименту деякі з досліджуваних корів не реагували на звук, що могло вказувати на ослаблення або втрату слуху. Було встановлено, що тисячі корів, які зазнають постійного шумовому впливу від дзвоників, можуть страждати від необоротної глухоти. Також дослідження виявило, що тварини зі дзвониками менше їли і недовго ремиґали, хоча однозначно не встановлено, чи була причиною тому вага дзвона, чи видаваний ним шум. Науковці, підтримувані швейцарськими і німецькими борцями за права тварин, зауважили тваринникам, що зараз існують кращі методи відстеження тварин, ніж пастуші дзвоники, наприклад, мікросхеми з GPS-активованим смартфоном. Тваринники спростовували звинувачення тим, що вжиті в експерименті важкі дзвони насправді є «церемоніальними» дзвонами, які корови носять лише один день у році і що сигнали GPS часто зникають у віддалених гірських просторах, унеможливлюючи її ефективне застосування, і що кампанія проти пастуших дзвоників вдаряє по їхній традиції і культурній спадщині.

## Галерея

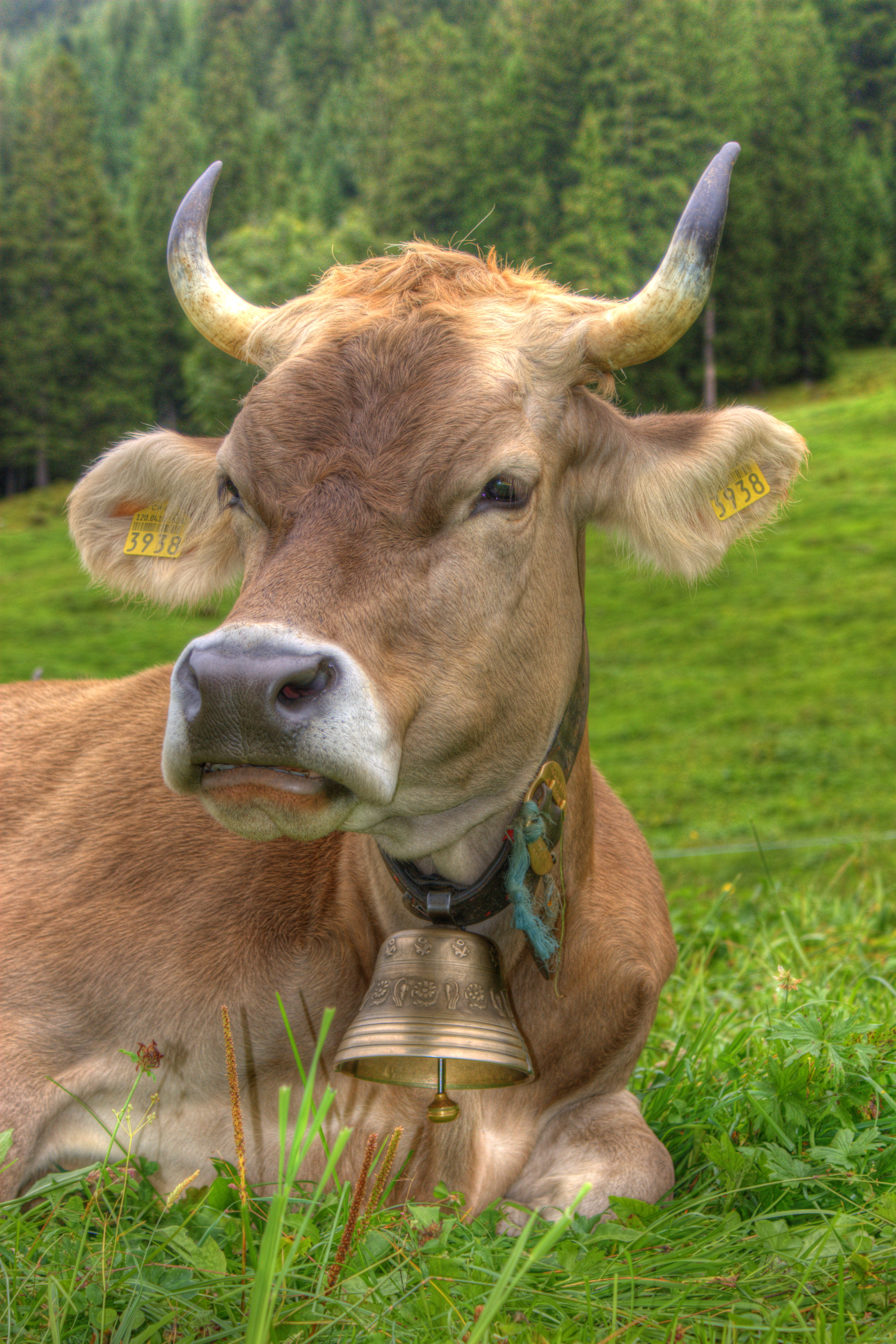
Корова зі дзвоником
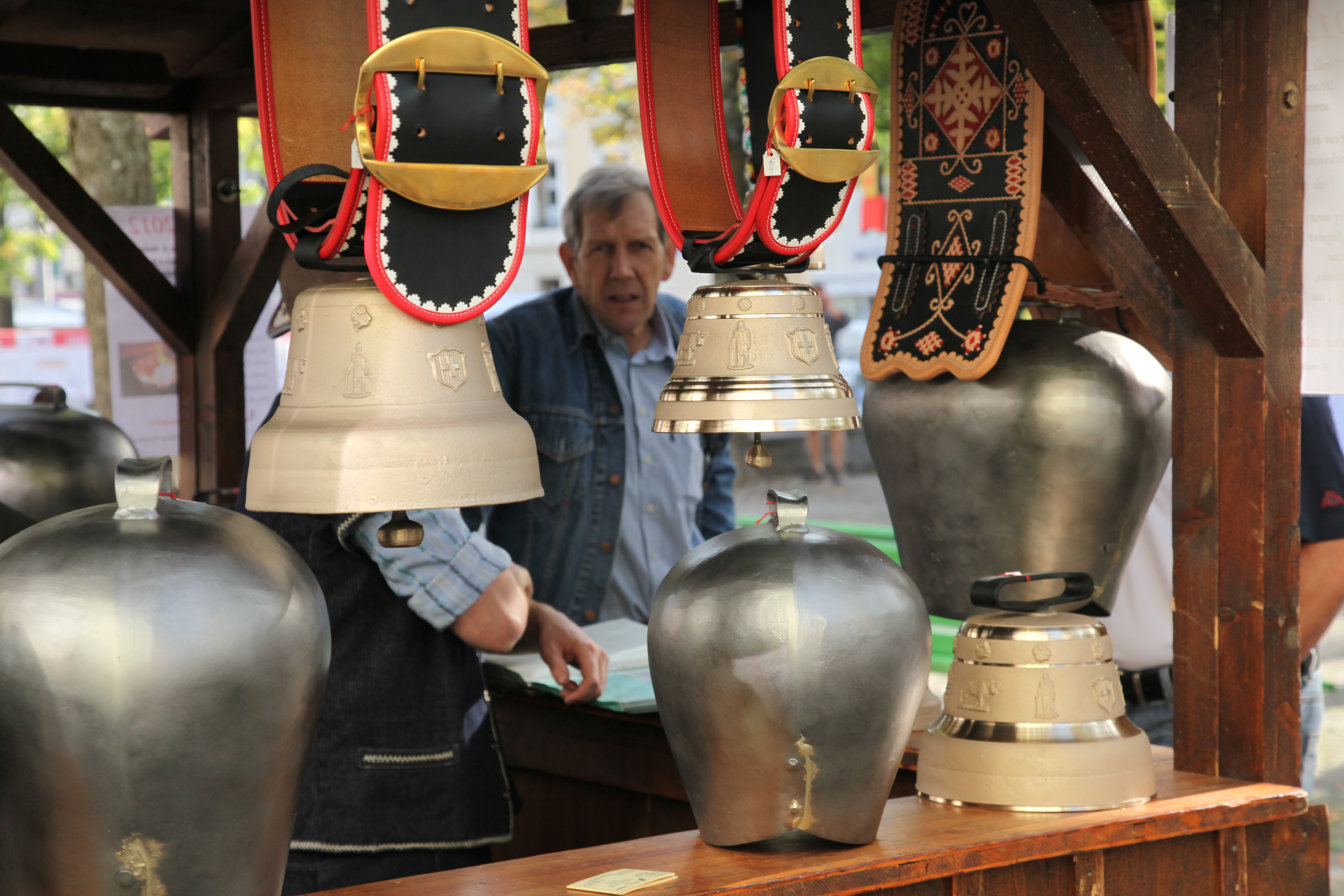
Тронки (Glocken і Trycheln), Швейцарія
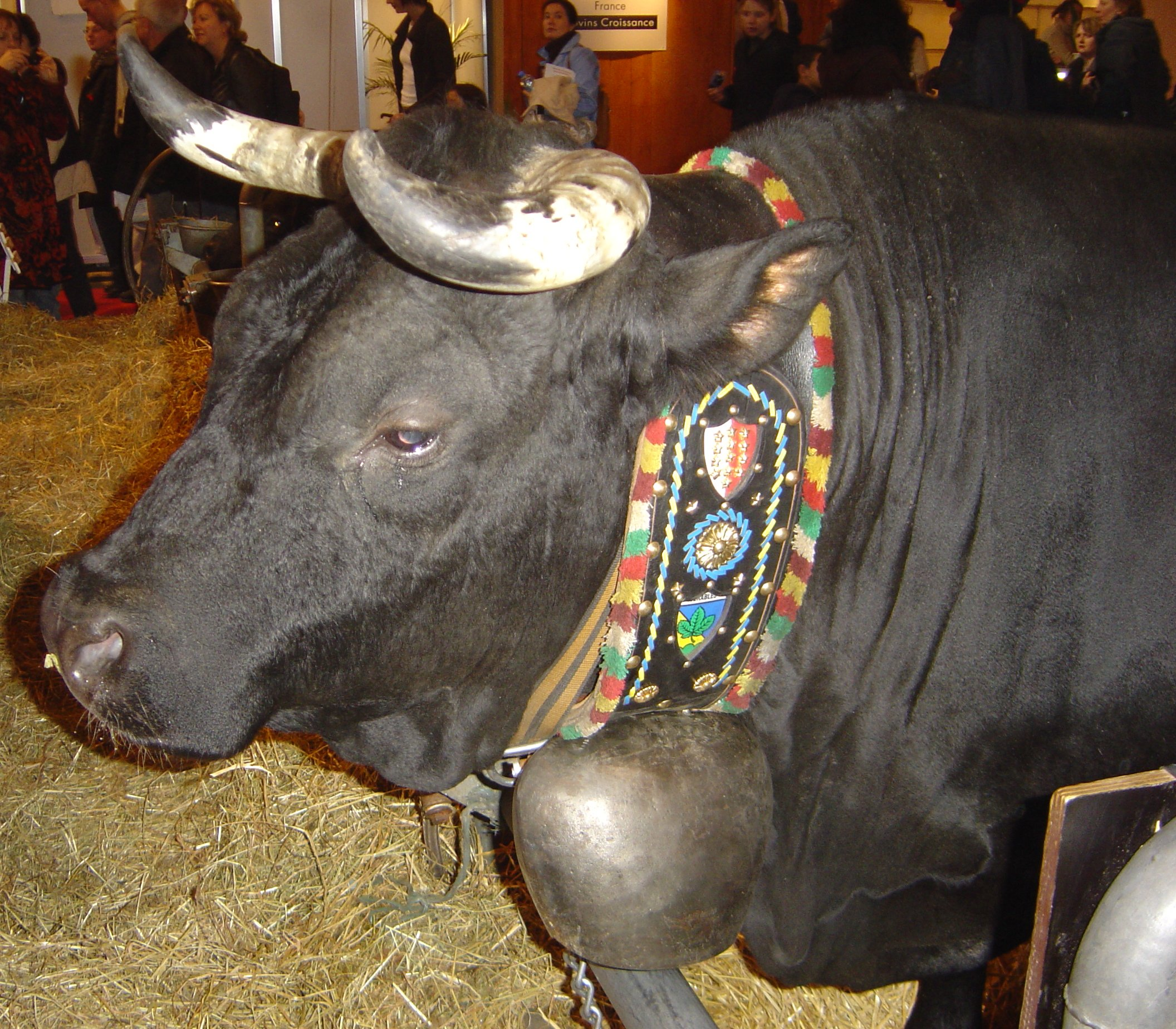
Дзвоник на оздобленому шкіряному нашийнику.
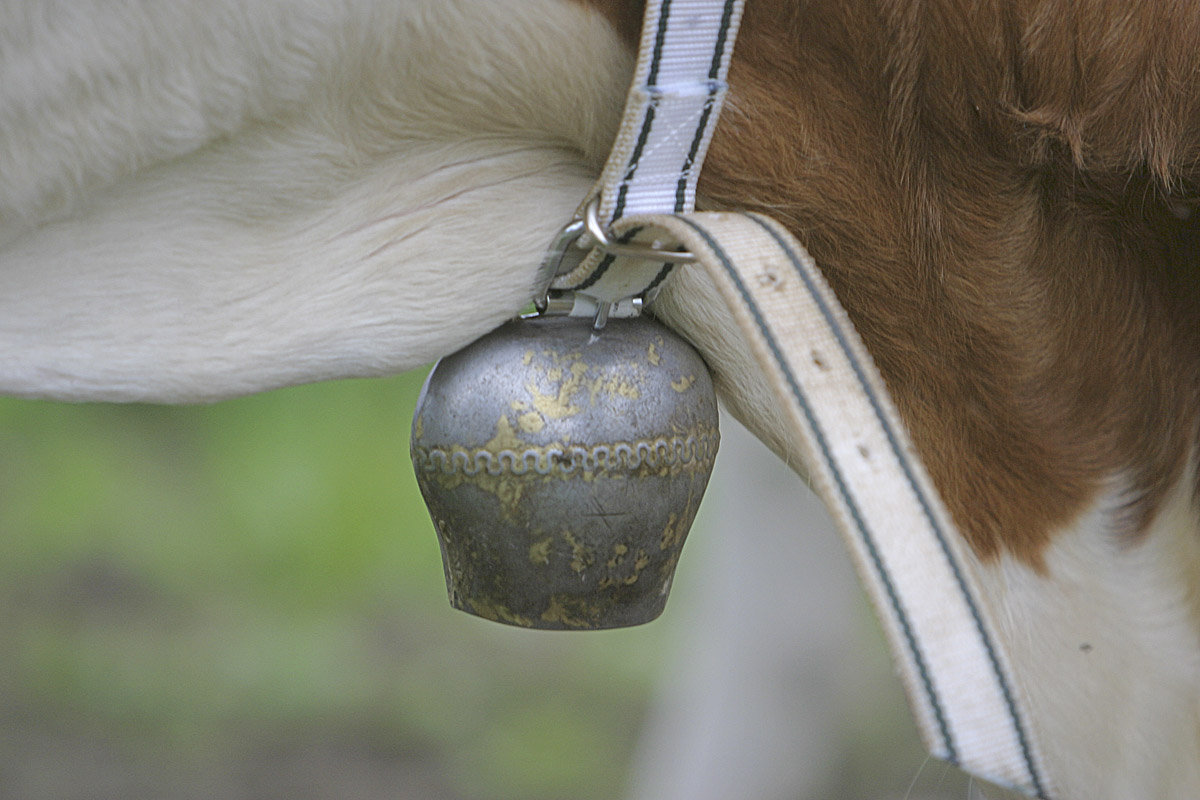
Дзвоник на нашийнику з нейлонової тасьми.
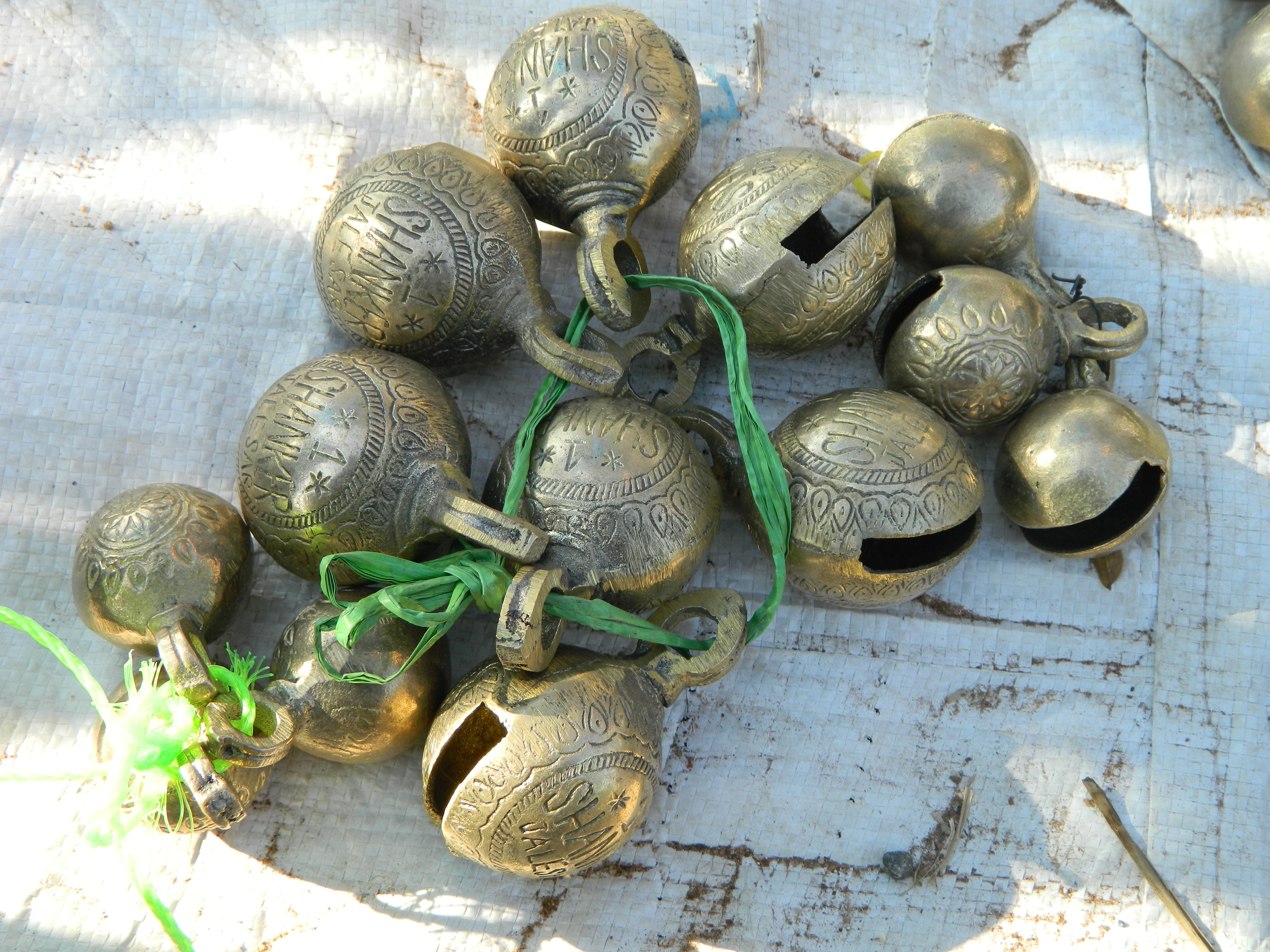
Латунні дзвоники, Індія